# クルックド島 (バハマ)
クルックド島（クルックドとう、英語: District of Crooked Island and Long Cay）はバハマの県である。県都はモス・タウン（Moss Town）。

## 歴史
1780年代後半にアメリカ人のロイヤリストがこの島を植民地にし、1000人以上もの奴隷を使って綿花農園を作った。しかし、1833年、イギリスの奴隷制度廃止後、綿花農園は不況となり、スポンジの収穫による代替収入もとても減少してしまった。現在、住民は漁業と小規模な農業で生活している。
バハマでの最初の郵便局は、クルックド島のピッツタウンにあったと云われている。

## 隣接行政区
- ロング島
- アクリンズ

## 島
- クルックド島
- Long Cay
- Samana Cay